# Мультимузыка
Мультимузыка — российский семейный телеканал, на котором демонстрируются русские и зарубежные песенные хиты из мультфильмов, детских клипов и караоке, а также музыкальной классики производства студии «Союзмультфильм». Начал вещание 30 ноября 2017 года.

## История
Совместное предприятие ВГТРК и «Ростелекома» «Цифровое Телевидение» (ЦТВ) в сентябре 2017 года анонсировало запуск нового телеканала вместо телеканала «Страна», который был посвящен различным российским регионам. Новый телеканал — детский канал «Мультимузыка», на котором будут показываться песни из мультфильмов, права на которые компания будет закупать у «Союзмультфильма» и иных крупных студий. В процессе подготовки открытия вещания телеканала велись переговоры со студиями «Союзмультфильм», «Анимаккорд» («Маша и медведь»), ГК «Рики» («Смешарики» и «Фиксики»). Запуская новый канал «Мультимузыку», ЦТВ ориентировалась на результаты, который достиг телеканал «Мульт», начавший вещание в 2014 году со среднесуточным временем смотрения в 65-70 минут. Заданные ЦТВ показатели для «Мультимузыки» составляют не менее 40 минут. В эфире телеканала — час песен про дружбу, колыбельные, час танцев и т.д.
Телеканал приступил к круглосуточному вещанию 1 декабря 2017 года.
В январе 2018 года телеканал стал лидером по среднесуточному времени смотрения, опередив другие российские музыкальные телеканалы. По данным рейтинговой компании Mediascope жители России старше 4 лет смотрели телеканал Мультимузыка ежедневно по 37 минут в день. По этому показателю телеканал вышел в лидеры среди музыкальных каналов и у взрослой аудитории старше 18 лет, они уделяли просмотру в среднем 38 минут ежедневно.
В течение 2018 года показатели телеканала выросли и среднее время смотрения достигло 48 минут. Канал ежедневно смотрят 425 тысяч человек. Началось создание собственного музыкального контента, объем которого к концу 2018 года составил 40 %.

## Проекты
- «Премьера-хит»
- «Хит-парад»
- «Караоке»
- «Просыпайтесь, малыши!»
- «Мультконцерт»
- «Мультмюзикл»
- «Музпривет»
- «Танцуй!»
- «Песенки-засыпайки»

## Награды
- Премия Большая цифра-2018. Специальный приз как первый музыкальный детский телеканал[7].

## Критика
Экспертами отмечается, что «идея мультипликационной музыки нон-стоп очевидно хороша». В то же время отмечается не очень высокое качество представленной на телеканале анимационно-музыкальной продукции, а целый ряд мультклипов — вовсе не вырезки из известных мультфильмов, а специальные заготовки для композиций в стиле «два притопа, три прихлопа».